# Laurence Jalbert
Laurence Jalbert (née Lise Jalbert), née à Rivière-au-Renard le 18 août 1959, est une auteure-compositeure-interprète québécoise. Elle a, en date de Juillet 2024, quatorze albums datant de 1990 à 2019, mais a commencé l'art de la scène bien avant cette période en se produisant dans des pianos-bars au sein de différents groupes. Elle est aussi lauréate de plusieurs prix, dont trois Félix. Parmi ses succès, soulignons «Encore et encore», «Tomber», «Rage», «Pour toi», «Bella».

## Biographie
Deuxième d'une famille de trois enfants, Elle a passé toute son enfance et une partie de son adolescence à Rivière-au-Renard, un petit village de Gaspésie. Dès l'âge de 16 ans, Laurence jouait de l'orgue dans les pianos-bars et, de l'arrière-scène, elle est peu à peu passée à l'avant. Accompagnée par de nombreuses formations, l’artiste sillonnera le Québec pendant plusieurs années avant d’ajouter une corde à son arc et d’écrire pour le groupe Volt en 1985. Lauréate du concours de L'Empire des futures stars en 1987, Laurence et son groupe n’enregistreront qu’un seul 45 tours, Nobody knows, avant de se séparer en 1988.
En 1990, après avoir sillonné le Québec pendant plus de dix ans, elle lance son premier album solo, encouragée par la confiance dont le président d'Audiogram, Michel Bélanger, lui fait preuve à l'époque. Cet album, dont elle signe l'ensemble des textes, obtient un énorme succès, particulièrement grâce aux titres «Tomber», «Rage», «Au nom de la raison» et «En courant». Ses textes traitent des grands thèmes de la vie tels que l'amour, la haine, la violence, etc.
Alors que ses chansons commencent tout juste à jouer à la radio et que l'accord du lac Meech vient d’échouer, Laurence participe à sa première Fête Nationale et interprète «Tomber» devant un public de 250 000 personnes. Préoccupée par la situation des femmes, elle dénonce la violence infligée à certaines d'entre elles en espérant que certains drames ne se reproduisent plus, notamment avec sa chanson « Mots de femmes ». En octobre 1990, elle obtient deux Félix, au gala de l'Association de l'industrie du disque et du spectacle du Québec(ADISQ), soit celui de la Découverte de l'année et celui du Vidéoclip de l'année pour la chanson «Tomber», de Lyne Charlebois. Quelques mois plus tard, en février 1991, son album est certifié platine. Au printemps 1991, elle participe au spectacle «Le Québec a des elles» devant 60 000 personnes, à Montréal.
Durant l'été 1992, elle participe au Festival International Jazz Heritage de Louisiane et au Festival d'Été International de Québec, où elle reçoit le prix du meilleur spectacle. En 1993, la sortie de son deuxième album «Corridors» confirme la place qu'elle occupe sur la scène québécoise comme auteure, compositeure et interprète. Certains critiques la classent même parmi les voix féminines québécoises les plus fortes.
Au printemps 1998, Laurence Jalbert publie un troisième album, «Avant le Squall». L'hiver suivant, elle prépare un nouveau spectacle avec son ami Dan Bigras, qu'elle connaît depuis longtemps, mais avec qui elle n'a encore jamais élaboré de projet commun. Dès les premières prestations, la critique et le public sont conquis par l'union de ces deux énergies singulières. Après deux années de tournée, un album live, «Communio», enregistré au Spectrum de Montréal, paraît en octobre 2000.
Au mois de mars suivant, Laurence s’envole pour la France dans le cadre d’un spectacle intitulé « Petite Vallée traverse la mer avec Laurence Jalbert à la barre ». Peu après son retour de France, elle enregistre son cinquième album, «Et J’espère».
En février 2015, elle sort un livre autobiographique intitulé « À la vie, à la mer », co-écrit avec le journaliste Claude André. Ce livre s'articule autour de 12 chansons et explique tour à tour, leur contexte de création.
Depuis 2015, Laurence Jalbert présente une tournée de conférences intitulée Encore et encore, de l’amour, de l’espoir…dont le thème principal est la résilience.

## Discographie

### Albums
- Nobody knows, 1987 (avec le groupe Volt)
- Laurence Jalbert, février 1990
- Corridors, juin 1993
- Avant le squall, octobre 1998
- Communio, octobre 2000 (avec Dan Bigras)
- Et j'espère, novembre 2001
- Noël des Anges, novembre 2005
- Tout porte à croire, octobre 2007
- Une lettre, juin 2011
- À la vie, À la mer, 2015
- Ma route, février 2016
- 2019 : Au pays de Nana Mouskouri

### Compilations
- Laurence Jalbert - ses plus grands succès, février 2004
- Sur la route... évidemment, novembre 2006

## Lauréat et nomination

### Gala de l'ADISQ

#### artistique
| Année | Catégorie                                            | Pour                                | Résultat   |
| ----- | ---------------------------------------------------- | ----------------------------------- | ---------- |
| 1990  | auteur ou compositeur de l'année                     | Laurence Jalbert (avec Guy Rajotte) | nomination |
| 1990  | découverte de l'année                                | Laurence Jalbert                    | lauréat    |
| 1990  | interprète féminine de l'année                       | Laurence Jalbert                    | nomination |
| 1990  | microsillon de l'année - rock                        | Laurence Jalbert                    | nomination |
| 1990  | premier disque                                       | Laurence Jalbert                    | nomination |
| 1990  | vidéoclip de l'année                                 | Tomber                              | lauréat    |
| 1991  | album de l'année - meilleur vendeur                  | Laurence Jalbert                    | nomination |
| 1991  | chanson populaire de l'année                         | Au nom de la raison                 | nomination |
| 1991  | interprète féminine de l'année                       | Laurence Jalbert                    | nomination |
| 1991  | spectacle de l'année - rock                          | Laurence Jalbert                    | nomination |
| 1992  | chanson populaire de l'année                         | À toi                               | nomination |
| 1994  | album de l'année - meilleur vendeur                  | Corridors                           | nomination |
| 1994  | album de l'année - pop/rock                          | Corridors                           | lauréat    |
| 1994  | chanson populaire de l'année                         | Encore et encore                    | lauréat    |
| 1994  | interprète féminine de l'année                       | Laurence Jalbert                    | nomination |
| 1994  | spectacle de l'année - auteur-compositeur-interprète | Laurence Jalbert                    | nomination |
| 1995  | chanson populaire de l'année                         | Bella                               | nomination |
| 1998  | album de l'année - pop/rock                          | Avant le squall                     | nomination |
| 1998  | chanson populaire de l'année                         | Pour toi                            | nomination |
| 1998  | interprète féminine de l'année                       | Laurence Jalbert                    | nomination |
| 1999  | interprète féminine de l'année                       | Laurence Jalbert                    | nomination |
| 2000  | interprète féminine de l'année                       | Laurence Jalbert                    | nomination |
| 2000  | spectacle de l'année - auteur-compositeur-interprète | Bigras-Jalbert (avec Dan Bigras)    | nomination |
| 2001  | album de l'année - populaire                         | Communio (avec Dan Bigras)          | nomination |
| 2002  | album de l'année - pop/rock                          | ...Et j'espère                      | nomination |
| 2008  | album de l'année - folk contemporain                 | Toute porte à croire                | nomination |
| 2008  | interprète féminine de l'année                       | Laurence Jalbert                    | nomination |
| 2016  | album de l'année - folk                              | Ma route                            | nomination |
| 2016  | interprète féminine de l'année                       | Laurence Jalbert                    | nomination |
| 2020  | album de l'année - réinterprétation                  | Au pays de Nana Mouskouri           | nomination |

#### industriel
| Année | Catégorie                          | Pour                                                   | Résultat   |
| ----- | ---------------------------------- | ------------------------------------------------------ | ---------- |
| 1992  | émission de l'année - chanson      | Laurence Jalbert Francofolies 1990                     | nomination |
| 2000  | scripteur de spectacles de l'année | Laurence Jalbert (avec Dan Bigras) pour Bigras-Jalbert | nomination |

### Prix Juno[15]
| Année | Catégorie                       | Pour      | Résultat   |
| ----- | ------------------------------- | --------- | ---------- |
| 1994  | album francophone le plus vendu | Corridors | nomination |